# 馬公市合昌建材行
合昌建材行，原稱合昌商行，是位於澎湖縣馬公市的一處店舖建築，當前登錄為澎湖縣歷史建築。

## 歷史
呂戊辰為白沙莊港仔鄉（今白沙鄉港子村）人，本姓蕭，因母親改嫁，便從繼父姓氏而改姓呂，後在日治初期來媽宮奮鬥，在座落於位於昔日東門（朝陽門）城外埔仔尾89番號購置地產，並創立合昌材木商行，以販售材木、煉瓦為主，並兼營土木營造業，鼎盛時期不僅在馬公街享有聲譽，甚至在打狗鹽埕埔（今高雄鹽埕區）亦設有出張所。
昭和五年（1930年）呂戊辰病逝，另外此建築則為呂戊辰次子，即是後來擔任第七任澎湖縣縣長的呂安德之故居。

## 建築外觀
合昌建材行店鋪完工於大正8年（1919年），佔地302.12平方公尺，形式為一棟二層樓的巴洛克式建築，建築結構由洋灰、木頭、硓咕石與磚塊堆砌而成，外觀白色牆面上有浮雕紋飾，屋內建材則使用大陸唐山進口的上等木料而成。一樓昔日原為店面、倉庫與員工房間，近年來皆出租經營複合式茶水行餐飲，名為傻愛莊，二樓則為日式的起居空間，由2間大小的房間與廊道組成。目前面臨新生路之外觀立面保存良好，其建築結構為磚造，屋頂部與樓板梯間則為木構架，空間使用雖歷經多次替換，但尚稱完整。

## 圖輯

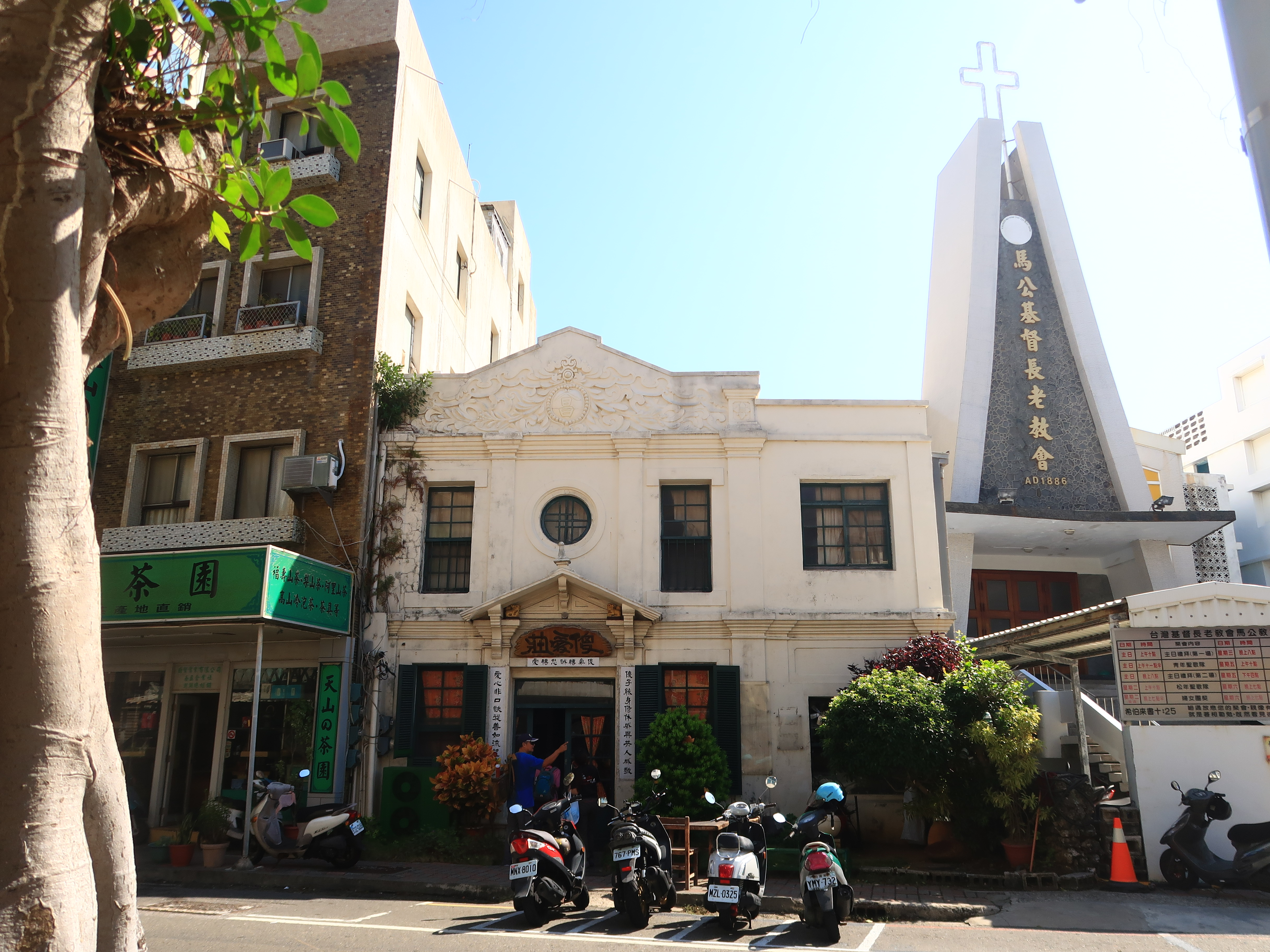
當前建築外觀
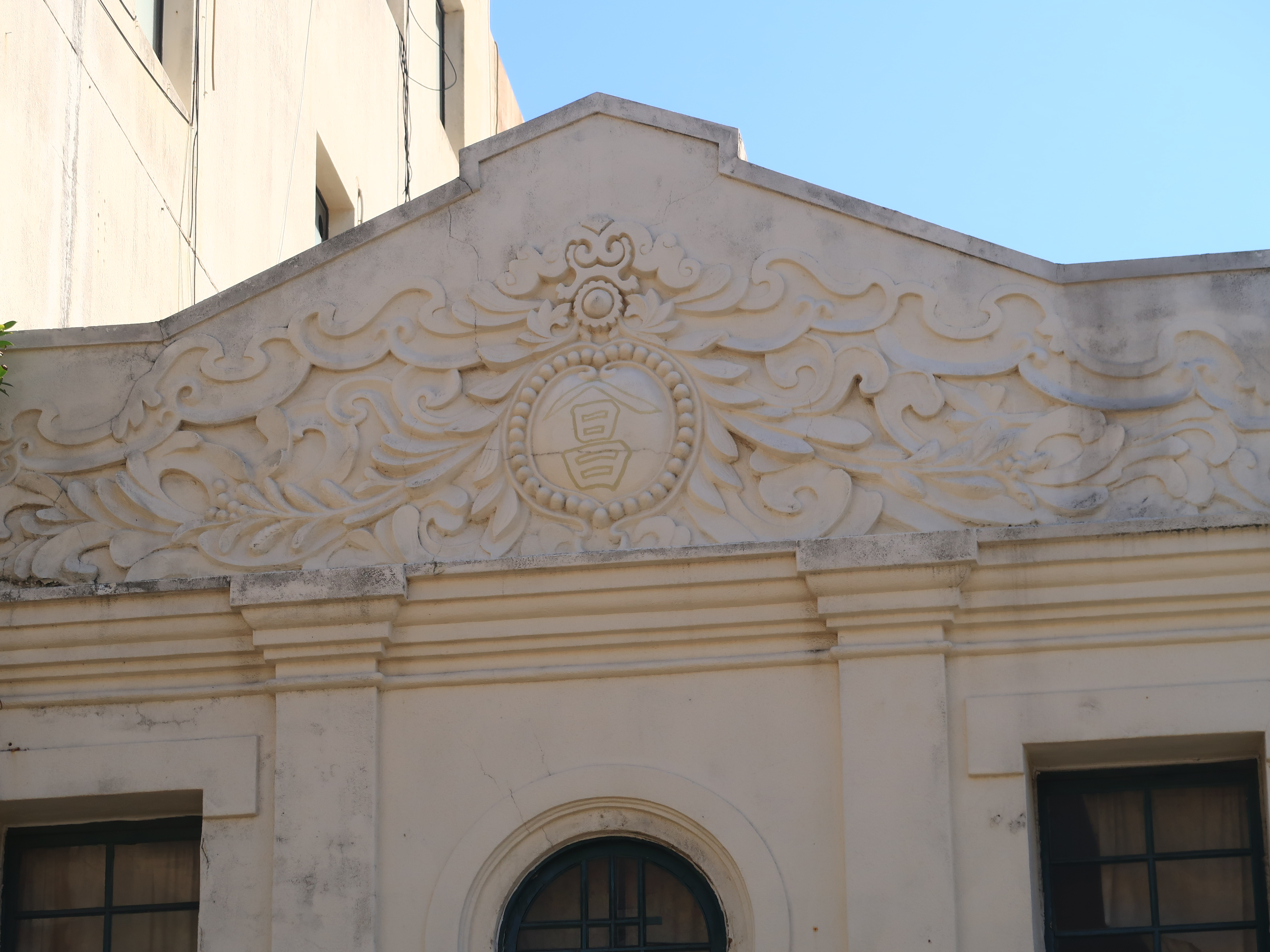
浮雕紋飾特寫
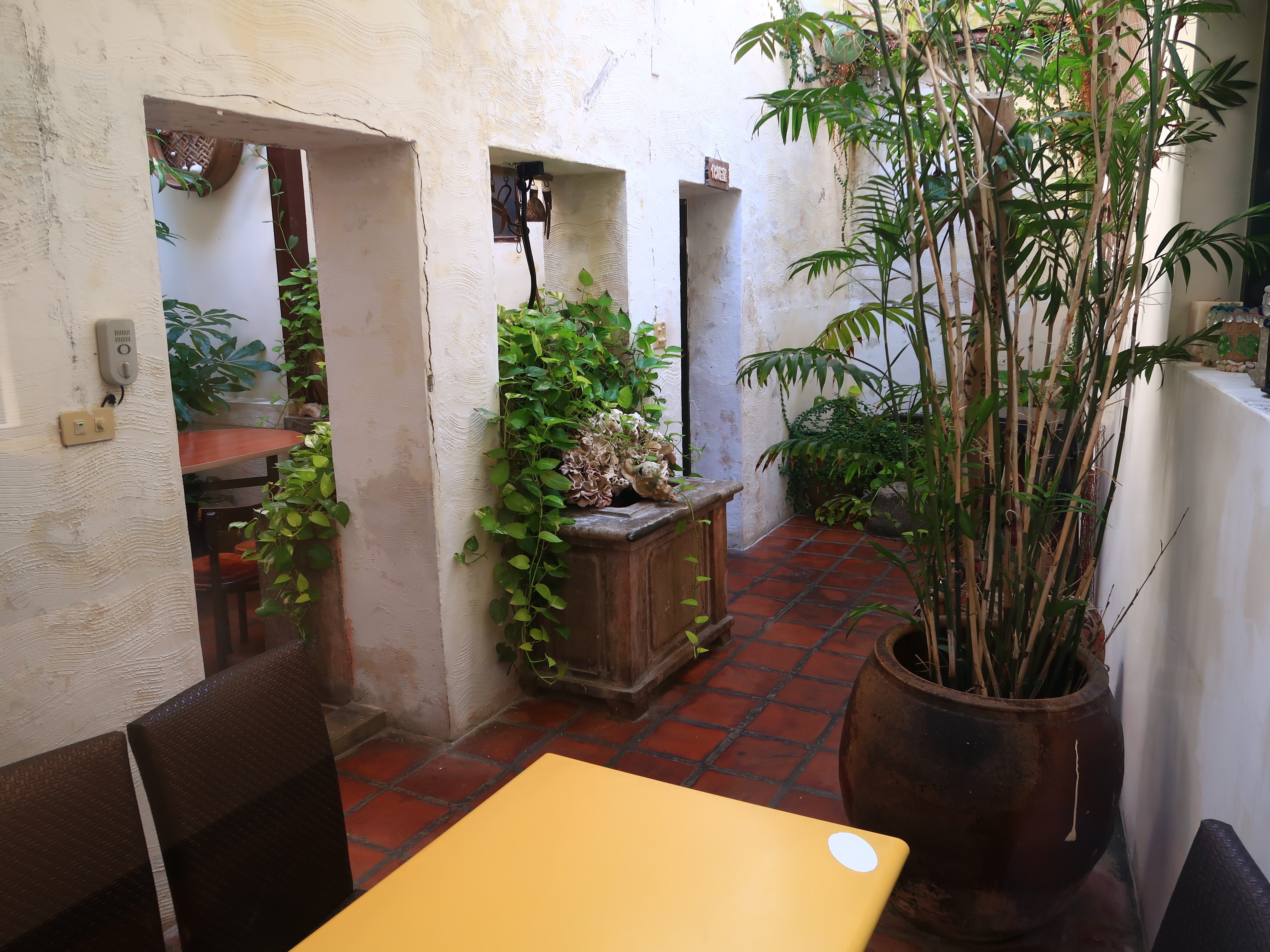
內部景象
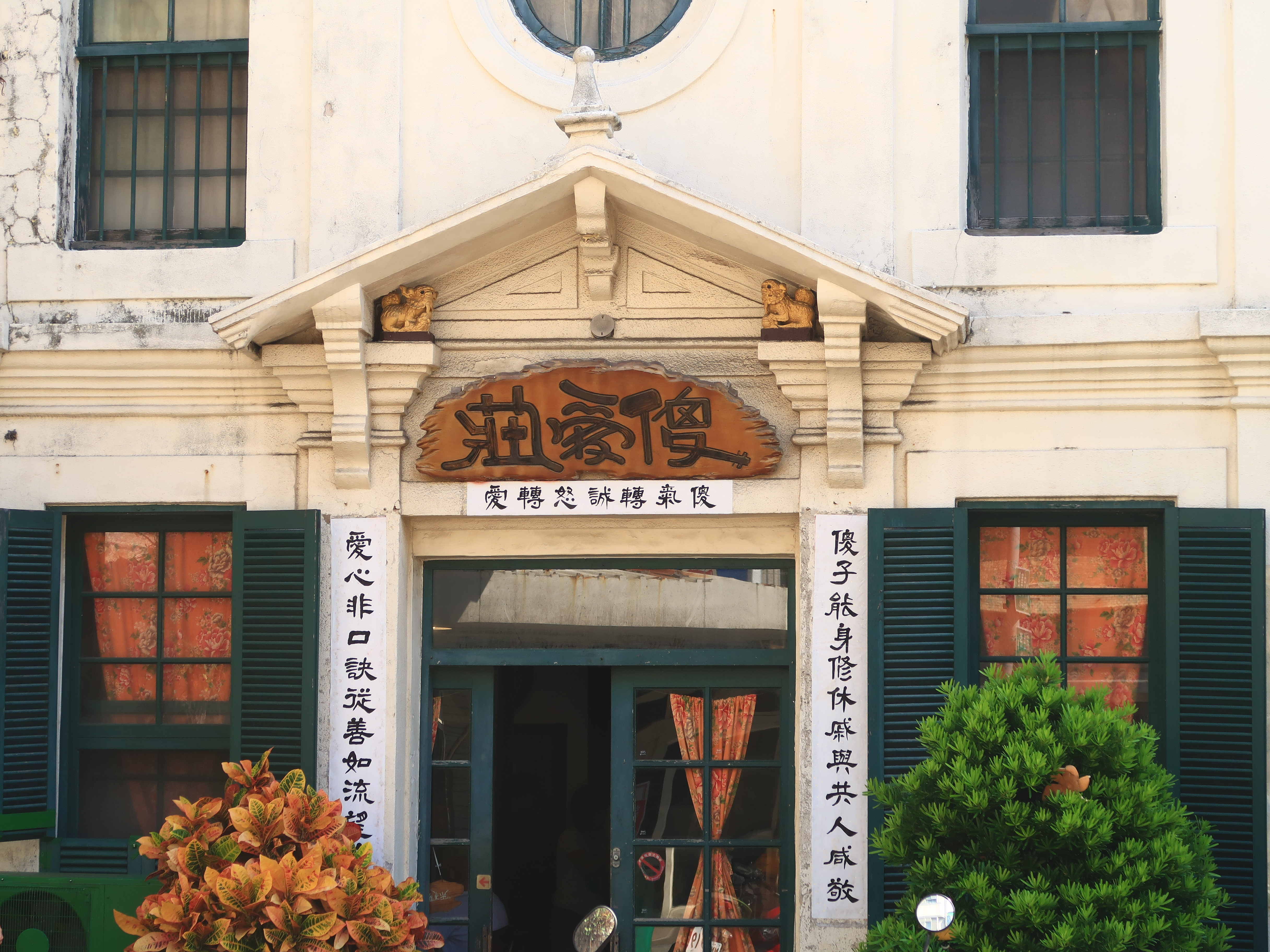
門口近景

## 外部連結
- 合昌建材行 - 澎湖知識服務平台 （页面存档备份，存于）
- 馬公市合昌建材行— 文化資源地理資訊系統 （页面存档备份，存于）